# Новиков, Илья Сергеевич
Илья Серге́евич Но́виков (род. 11 февраля 1982, Москва) — российский и украинский адвокат, известный участием в ряде резонансных судебных дел. Игрок телевизионного клуба «Что? Где? Когда?» (2002—2016), обладатель Бриллиантовой совы (2014) и двух Хрустальных сов (2004, 2014).

## Профессиональная карьера
Илья Новиков в 2005 году с отличием окончил Российскую академию правосудия. С 2005 года преподавал там же на юридическом факультете и факультете повышения квалификации судей, был старшим преподавателем кафедры уголовно-процессуального права и криминалистики им. Н. Радутной, специализировался на преподавании курсов по судопроизводству в суде присяжных. С августа 2011 года — старший партнёр в юридическом бюро «Гончарова, Новиков и партнеры». В январе 2012 года приобрёл статус российского адвоката (реестровый номер 77/10699). C января 2013 года — партнёр консалтинговой компании Tenzor Consulting Group. В ноябре 2015 года приобрёл статус украинского адвоката. С 2017 года — партнёр украинского адвокатского объединения Barristers.
Среди доверителей Новикова была украинская военнослужащая Надежда Савченко, осуждённая в России по обвинению в причастности к гибели российских журналистов. Другой его клиент — молдавский бизнесмен и политик Вячеслав Платон, который обвиняется в Молдове в мошенничестве в особо крупных размерах и отмывании денег (190 и 243 статьи УК РМ). Защищал фигуранта дела Олега Сенцова — украинского историка Алексея Чирния, однако вышел из процесса.
В 2019 году Новиков являлся одним из адвокатов чеченского правозащитника Оюба Титиева, моральные качества которого адвокат оценил весьма высоко. Ещё одним клиентом Новикова был капитан катера «Бердянск» (участника «керченского инцидента») Роман Мокряк. 21 февраля 2019 года, рассказывая о деле Романа Мокряка и «Керченском инциденте», Новиков заявил, что по катеру было якобы выпущено «больше тысячи снарядов из 30-миллиметровой автоматической пушки, не менее 4 из них попало в „Бердянск“». Выступал защитником по делу Фруде Берга, норвежского пенсионера, осуждённого за шпионаж против России.
В 2019 году защищал фигуранта Московского дела студента и политического активиста Егора Жукова, обвинённого в экстремизме. В октябре 2019 года присоединился к команде адвокатов экс-президента Петра Порошенко.
В 2021 году был адвокатом в процессе по ликвидации правозащитного центра «Мемориал», также совместно с «Командой 29» защищал Фонд борьбы с коррупцией, который был признан экстремистской организацией и ликвидирован по решению суда.
Один из популяризаторов формулировки «паллиативная юридическая помощь».

## Гражданская и политическая позиция
С 2021 года постоянно проживает в Киеве. В 2022 году после начала вторжения России в Украину вступил в ряды территориальной обороны Киева.

## Политическое преследование в России
25 ноября 2022 года Министерством юстиции России внесён в список физических лиц «иностранных агентов». Через неделю стало известно, что Новиков объявлен в уголовный розыск.
В мае 2023 года решением Адвокатской палаты города Москвы лишён статуса российского адвоката.
В октябре 2023 года возбуждено уголовное дело о государственной измене.
В декабре 2023 года Следственный комитет Российской Федерации возбудил уголовное дело по статье о «фейках» об армии (207.3 УК РФ). 11 июня 2024 года Гагаринский суд Москвы заочно приговорил Новикова к 8.5 годам лишения свободы, из-за интервью, в котором Новиков говорил об убийствах российскими военными мирных жителей Бучи.
25 июля 2024 года внесён в перечень террористов и экстремистов Росинфомониторинга.

## Участие в телевизионных проектах

### «Что? Где? Когда?»
Дебютировал в телеигре «Что? Где? Когда?» в 2002 году в составе команды Марины Уфаевой, которая проиграла в зимней серии телезрителям со счётом 4:6. Новиков был признан лучшим знатоком игры.
С 2003 по 2008 год выступал в команде Алеся Мухина, в которой также играли Елена Кисленкова, Михаил Левандовский, Пётр Сухачёв и Инна Друзь (в 2008 году вместо неё играл Александр Либер). Команда вышла в финал четырёх серий (зима-2003, весна-2004, осень-2004, весна-2007), выиграв первые три, а также попала в финальную игру 2003 года, которую выиграла со счётом 6:5, но «Бриллиантовая сова» досталась телезрительнице Марии Мельниковой. По итогам осенней серии 2004 года Новиков стал обладателем «Хрустальной совы», а в зимней серии 2006 года сыграл в сборной команде России, победившей в «Кубке Наций — 2006» и проигравшей в финале года со счётом 3:6.
В 2009 и 2010 годах Новиков выступал за команду Алексея Блинова. В осенней серии 2010 года Новиков выиграл блиц в решающем раунде, но в зимней серии, также в решающем раунде, не смог ответить на вопрос 13-го сектора о родине писателя Александра Островского и тем самым лишился участия в финале года.

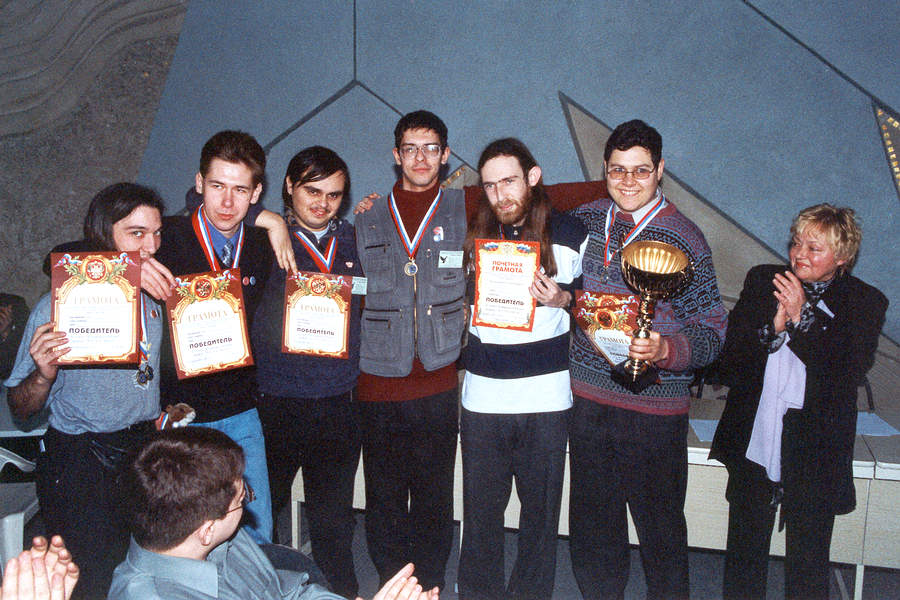
В составе команды «Ксеп», 2002

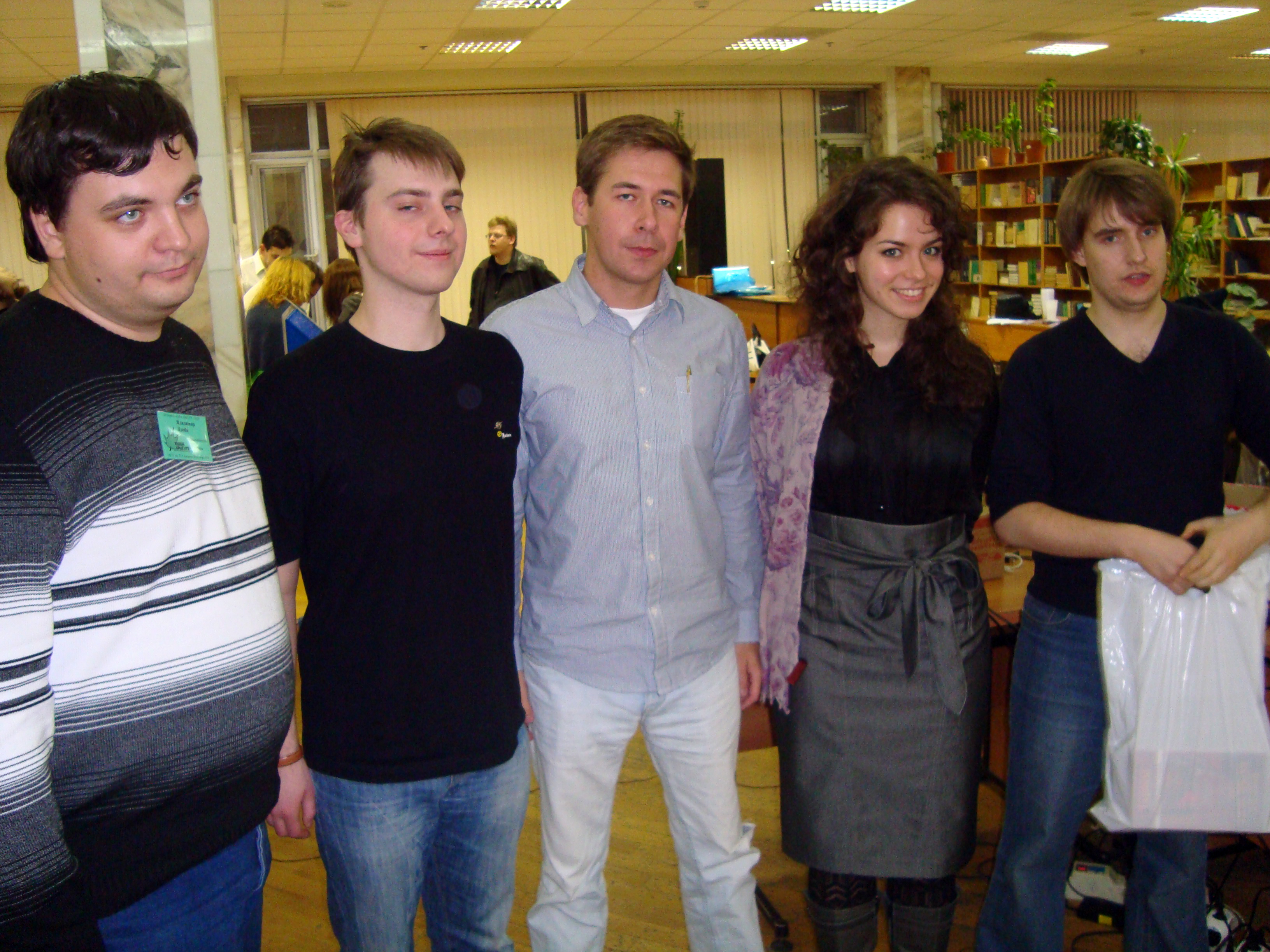
В составе команды «Викторонопко», 2010

В 2011 году Новиков вернулся в команду Алеся Мухина. В обновлённой команде играли Григорий Алхазов, Гюнель Бабаева, Эльман Талыбов и одессит Анатолий Бугаев (который в 2014 году после начала политического кризиса на Украине отказался от участия в телеклубе из-за «нежелания иметь отношение к Первому каналу с его пропагандой» и был заменён на Юлию Архангельскую). Команда Мухина в этом составе в 2011—2014 годах вышла в финал четырёх подряд летних серий, из которых три выиграла (2011, 2013, 2014). По итогам летней серии 2011 года Новиков был признан лучшим игроком серии, однако впоследствии добровольно отказался от «Хрустальной совы» в пользу Григория Алхазова. В летней серии 2014 года Новиков впервые за десять лет получил «Хрустальную сову», после чего команда Мухина вышла в финальную игру 2014 года, где победила со счётом 6:5, и по результатам всеобщего голосования Новиков стал обладателем «Бриллиантовой совы».
В зимней серии 2012 года Новиков сыграл в команде Михаила Барщевского, которая выиграла со счётом 6:4 и впервые в своей карьере (не считая блица на решающем раунде в 2010 году) взял суперблиц.
В сезоне 2016 года команда Алеся Мухина, в которую входил Новиков, не была допущена к игре. В интервью «Московскому комсомольцу» Борис Крюк заявил, что это связано с участием Новикова в защите Надежды Савченко, и что тот не сможет больше играть в клубе. Сам Новиков не считал Крюка виновным в сложившейся ситуации и рассказал в интервью, что после начала дела Савченко готов был уйти из передачи в любой момент по собственной инициативе. В конце того же года в СМИ появилась информация, что Новиков будет играть в передаче «Что? Где? Когда?» на украинском телевидении.
В спортивной версии игры выступает за команду «Ксеп». Многократный призёр чемпионатов мира, чемпион мира 2014 года. Чемпион России 2002, 2013 и 2014 годов. Победитель Кубка Наций (неофициально называемого «чемпионатом мира среди сборных команд») 2006 года в составе сборной России. Победитель студенческого Кубка Европы по ЧГК 2005 года. Согласно сайту МАК ЧГК, входит в число 11 игроков, принявших участие во всех десяти первых чемпионатах мира по спортивному «Что? Где? Когда?».

### Иные телевизионные проекты
Впервые появился на экране в 1996 году в программе «Колесо истории» (выпуск с Ю. Никулиным), в качестве зрителя в студии дав исчерпывающий ответ на один из вопросов викторины. В том же году участвовал в телеигре «Своя игра», стал самым молодым участником игры за всю историю (13 лет 10 месяцев на момент съёмок). Летом 2001 года принял участие в 9-й игре первого «Кубка Вызова» «Своей игры», в которой вывел из дальнейшей больбы гроссмейстера Ларису Архипову. В 2002 году в 45-й игре третьего «Кубка Вызова» обыграл гроссмейстера Александра Эдигера.
В качестве одного из наиболее известных знатоков приглашался в другие интеллектуальные телешоу, в том числе «Кто хочет стать миллионером?», где передал выигрыш детям, пострадавшим при теракте в школе Беслана в сентябре 2004 года, и «Самый умный».
В 2011 году в паре с певицей Еленой Перовой стал финалистом проекта «Жестокие игры», где показал высокий уровень физической и психологической подготовки.
Участвовал в проекте «Детектив-шоу».

## Личная жизнь
Родился в русско-украинской семье, мать — украинка, помимо родного русского, владеет и украинским.
С 2013 года был женат на Анастасии Шутовой, также игроке «Что? Где? Когда?». Свадебная церемония прошла во время совместного круиза на Северный полюс на ледоколе «50 лет Победы». В 2015 году Шутова и Новиков развелись.